# Gaston Brun
Pour les articles homonymes, voir Brun.
Gaston Brun, né à Paris le 2 janvier 1873 et mort pour la France à Amélie-les-Bains le 17 mai 1918, est un peintre français.

## Biographie
Élève de Jean-Léon Gérôme et de Gabriel Guay, peintre de genre, membre de la Société des artistes français, alors capitaine, il est gravement blessé aux combats et meurt des suites de ses blessures à la fin de la Première Guerre mondiale.

## Galerie

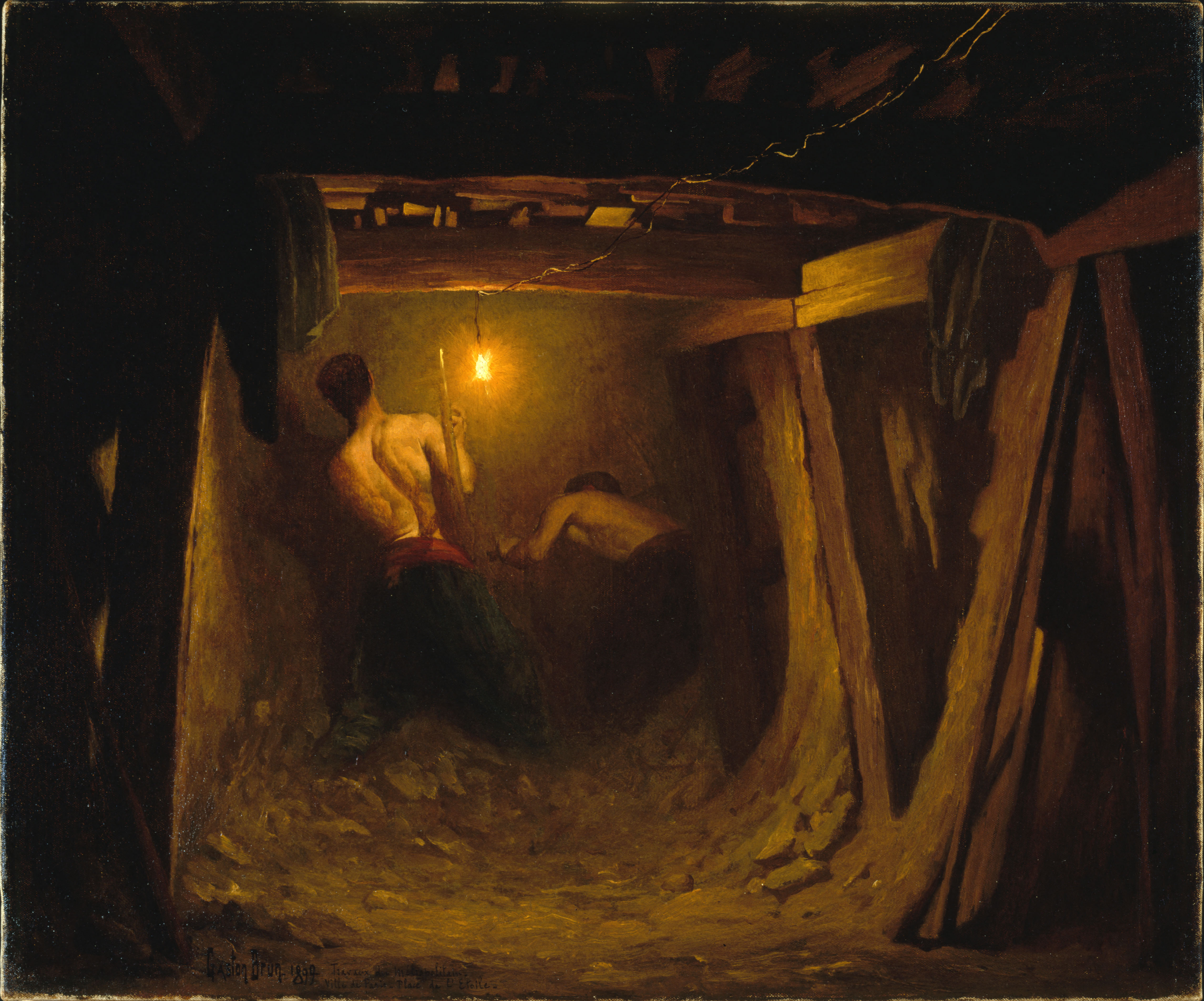
Les travaux de la ligne I du métropolitain, place de l’Étoile, Musée Carnavalet, 1901
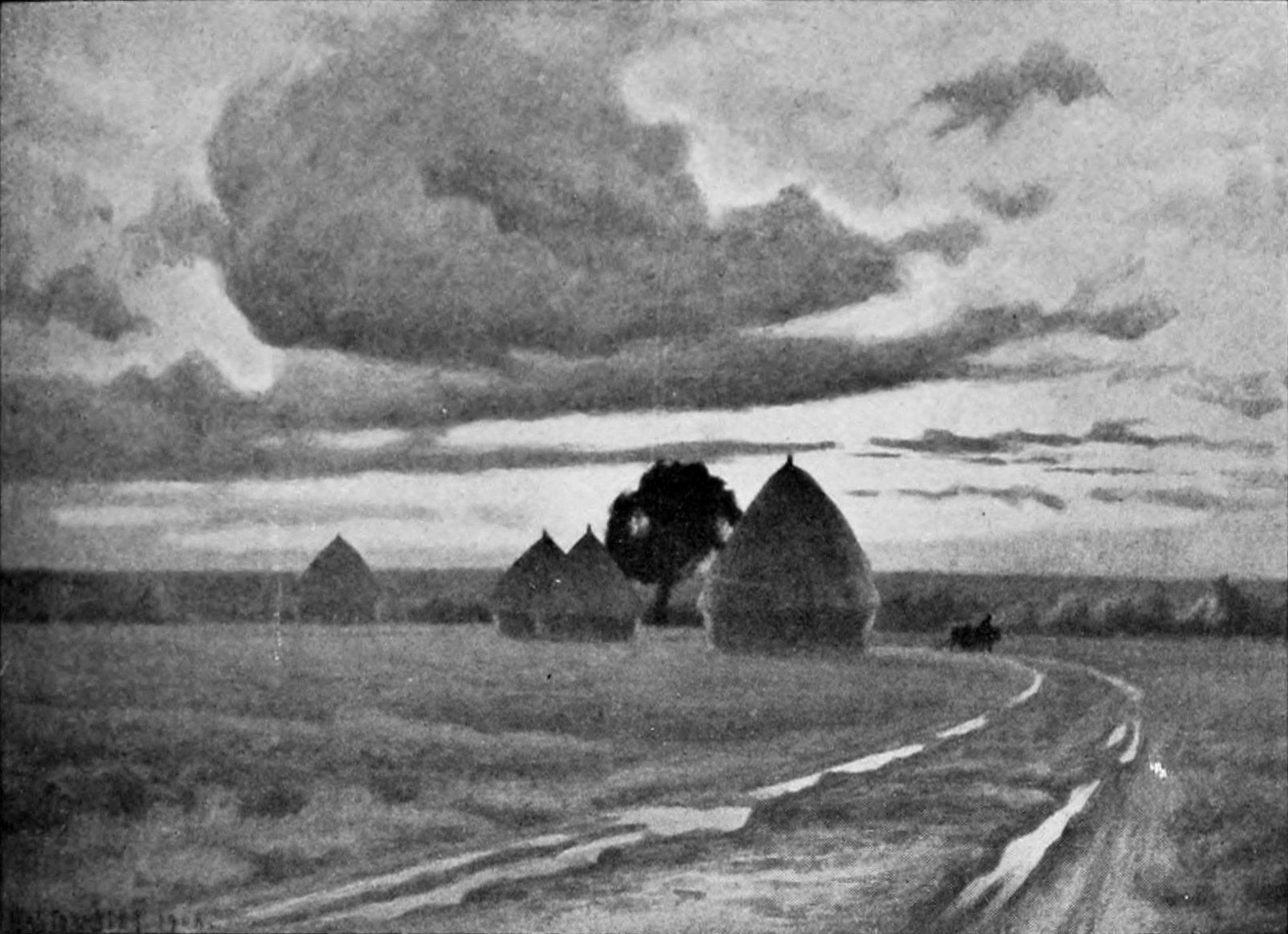
Le soir après la pluie, 1908